# Carlos Schneider
Karl Heinrich „Carlos“ Schneider (* 20. Juli 1889 in Rebstein, Kanton St. Gallen; † 19. Mai 1932 ebenda) war ein Schweizer Maler des Expressionismus.

## Leben

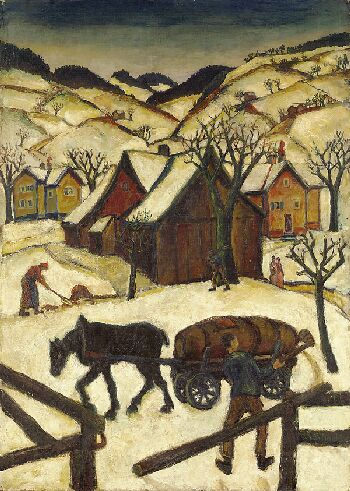
Winterlandschaft: Ölgemälde (100 × 140 cm) aus den 1920er Jahren

Carlos Schneider verlor seine Mutter im Alter von sieben Jahren. Schon als Kind, aber auch später, plagten ihn gesundheitliche Probleme. Diese hatten immer wieder längere Kuraufenthalte zur Folge, die seinen Lebensweg stark beeinflussten. In einer dieser Phasen begann Schneider zu zeichnen und zu malen. Von 1916 bis 1919 besuchte er Malschulen in Lausanne und Genf. Anfangs 1920 reiste er an die französische Riviera und anschliessend zur Weiterbildung nach Florenz. 1921 zog er nach München und studierte bei Josef Eberz an der Debschitz-Schule.
Seine Lebensgefährtin Barbara Augustin engagierte sich sehr für Carlos Schneider. So verzichtete sie auf eine Karriere als Schauspielerin. Für eine grössere Anzahl von Bildern sass sie ihm Modell. 1923 gründete er in München sein eigenes Atelier.
1931 kehrte er aus gesundheitlichen Gründen nach Rebstein zurück, wo er am 19. Mai 1932 starb.
Schneiders Werk umfasst Holzschnitte, Zeichnungen, Aquarelle, Gouachen und Ölbilder. Seine Motive sind Landschaften, Familie, Portraits und Bilder mit religiösem Hintergrund. Auffällig in seinen Stillleben ist das häufige Sujet von Kakteen.
In der Schweiz erkannte man seine Bedeutung erst, als sein Freund Ernst Osterwalder (1899–1985) Gedächtnisausstellungen organisierte.

## Ausstellungen
- 26. November 2015 – 31. Januar 2016: Galerie Palette / Peter Schönenberger in Zürich
- 14. August – 12. September 2004: "Verlorene Moderne in der Ostschweiz Junge St. Galler Kunst 1920–1940", in der Propstei St. Peterzell SG
- 17./18. und 24./25. März 1990: Gedächtnis-Ausstellung Carlos Schneider, Rebstein SG im Schulhaus Sonnental
- 5. – 27. November 1938: Carlos Schneider – Gedächtnis-Ausstellung Kunstverein St. Gallen in St. Gallen. 42 Gemälde und 62 Aquarelle, Tempera und Zeichnungen
- 24. Juli – 15. August 1932: Gedächtnis-Ausstellung Carlos Schneider "Deutscher Künstlerverband die Juryfreien" in München